# Bilora (azienda)
La Bilora o KÜRBI & Niggeloh BILORA GmbH è un produttore di fotocamere Tedesco fondato da Kürbi & Niggeloh a Barmen-Rittershausen nel 1909, poi nel 1911 si spostò a Radevormwald; la produzione delle macchine fotografiche iniziò a partire dal 1935, con la prima fotocamera tipo "Box" per la linea "Bilomatic". La fabbricazione di fotocamere è continuata fino al 1975 con più di un milione di fotocamere prodotte.
Oggi Bilora produce treppiedi, borse, zaini e valigie, telecomandi (per le camere), batterie e caricabatterie, unità flash (anello), binocoli, lettori di schede, filtri e protezione per le schede di memoria e LCD.

## Produzione
La produzione di fotocamere negli anni ha avuto una ampia gamma di prodotti.
Le Bilora a Box sono state prodotte le più conosciute a partire dal 1935 fino al 1940 poi l'interruzione della guerra; successivamente la produzione è stata ripresa a partire dal 1949. Esse erano prodotte in metallo ed avevano il formato 6x9 cm.
- BiloraBlitx Box
Bilora Color Box
Bilora Special Box
Bilora Stahl
Bonita-Boxen

Fotocamera prodotte dal 1954.
- Bilora Boy

Fotocamera in bakelite con ottica fissa a f11 e 1/30, formato 4x6 che diventa nel 1955 6x6. Nel 1950 fu prodotto un modello lusso con corpo colore rosso e lenti trattate.
- Radix 24 x 24[4]

Radix (first Model) - Lenti Anastigmatiche
Radix35 - Obiettivo Radionar f3.5
Radix 35B - Obiettivo Biloxar f3.5
Radix 35BH - Migliorata con 5 tempi di scatto
Radix 35 S - Obiettivo Radionar f3.5
Radix 35 SH - 5 con 5 tempi di scatto e obiettivo Radionar f3.5
Radix 56 - Obiettivo Biloxar f5.6
Radix 56 A - Obiettivo Biloxar f5.6 con flash sincro
Radix 56 A Richard - come la 56 A per conto di Richard
Radix 56 BH
- Gevaert-Bonita

Prodotte anche per la Gevaert in una versione che va a far parte della serie delle Gevabox.
- Bella

Fotocamera compatta a mirino galileiano realizzata in alluminio pressofuso e bachelite prodotta in una grande quantità di versioni:
Bella 35
Bella 44
Bella 46
Bella 55
Bella 66
Bella Camera
Bella DC4
Bellaluxa
- Bellina

Evoluzione della serie Bella
- Bilomatic

Fotocamera prodotta a partire dai primi anni Sessanta e che usa il caricatore 126.
- Flash

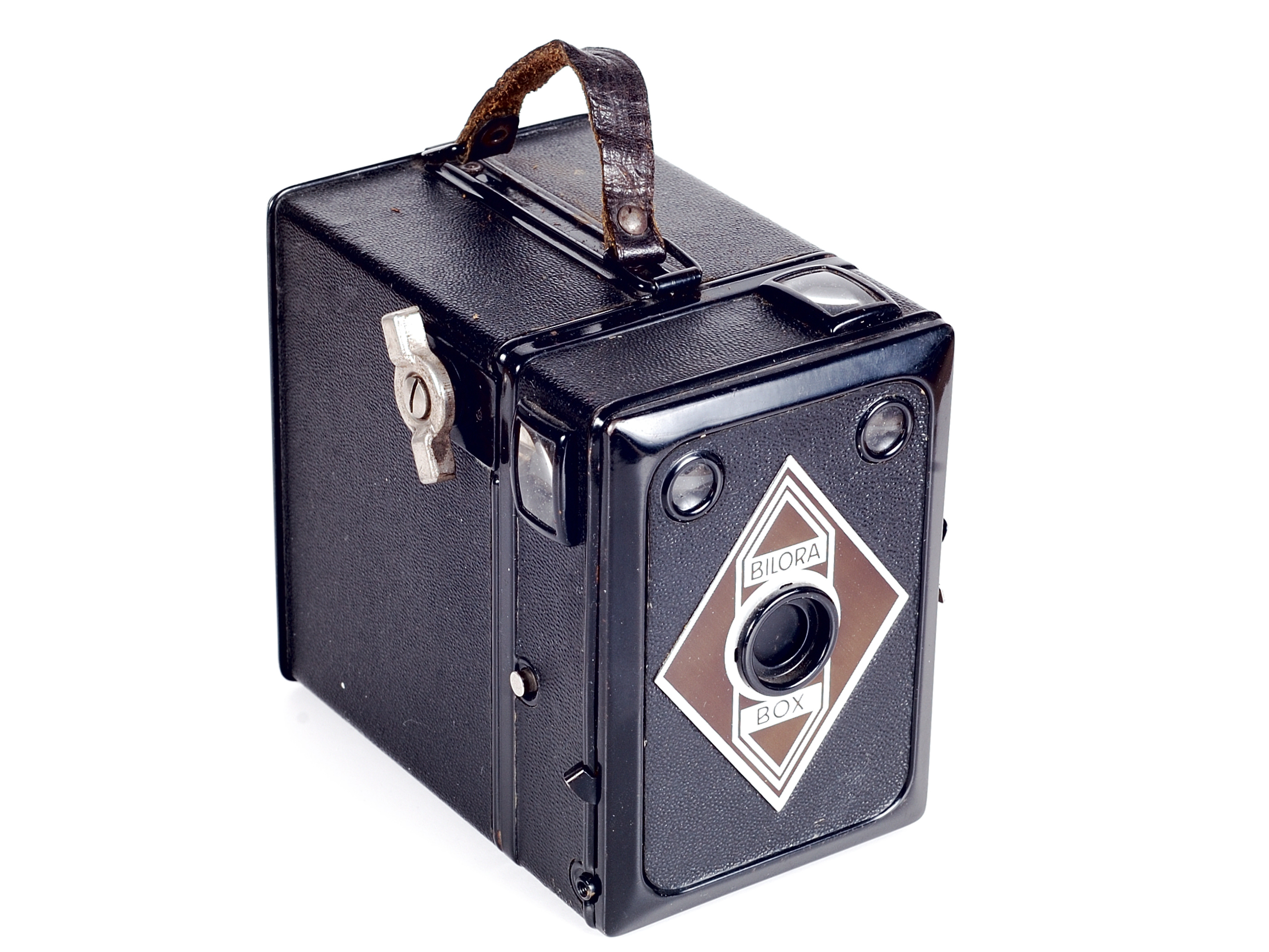
Bilora Box
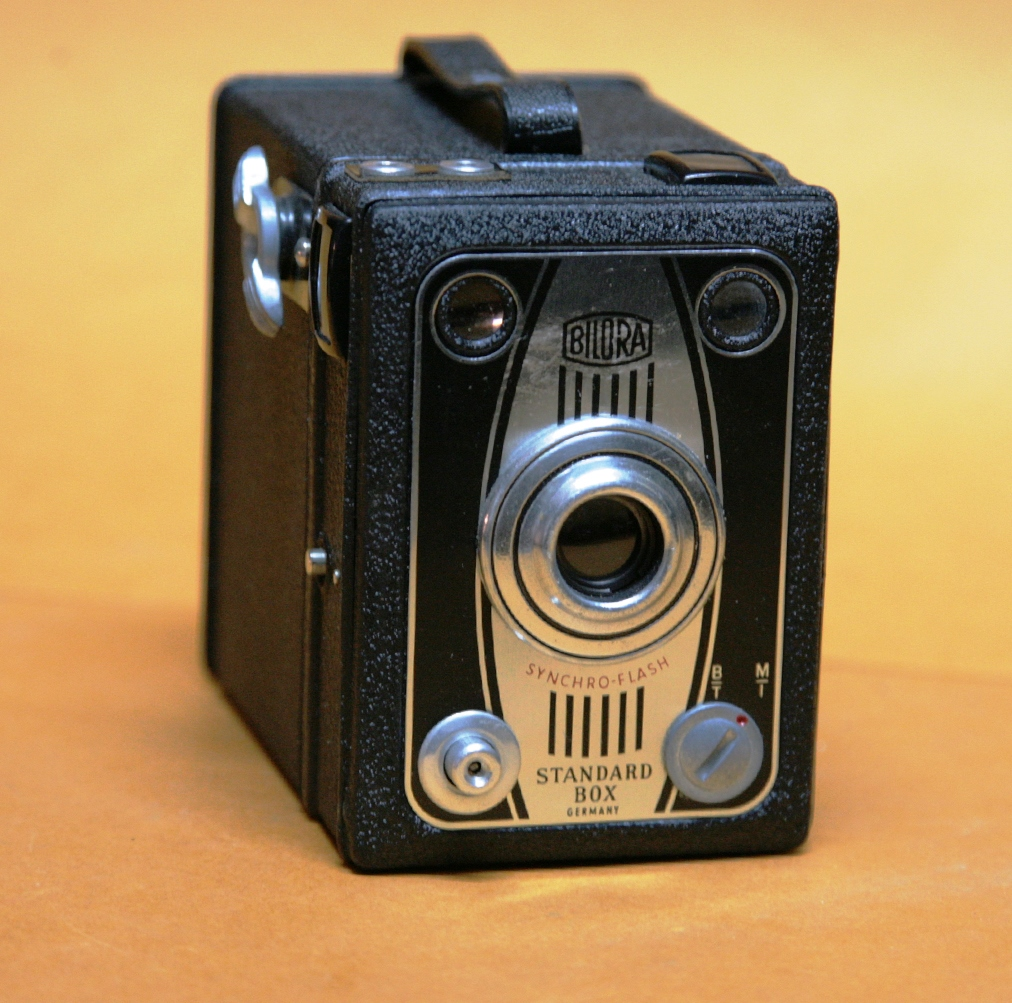
Bilora standard Box
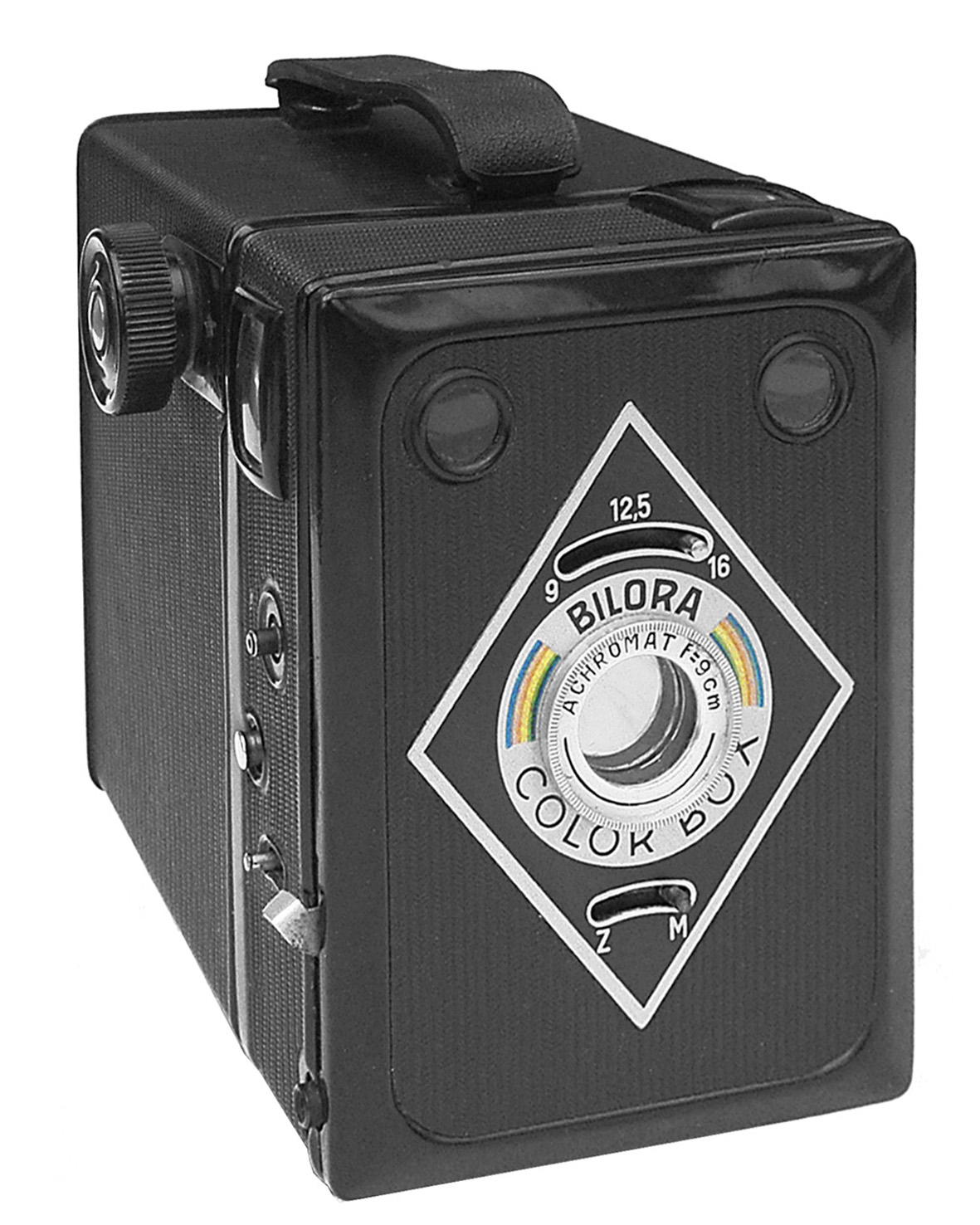
Bilora Color Box
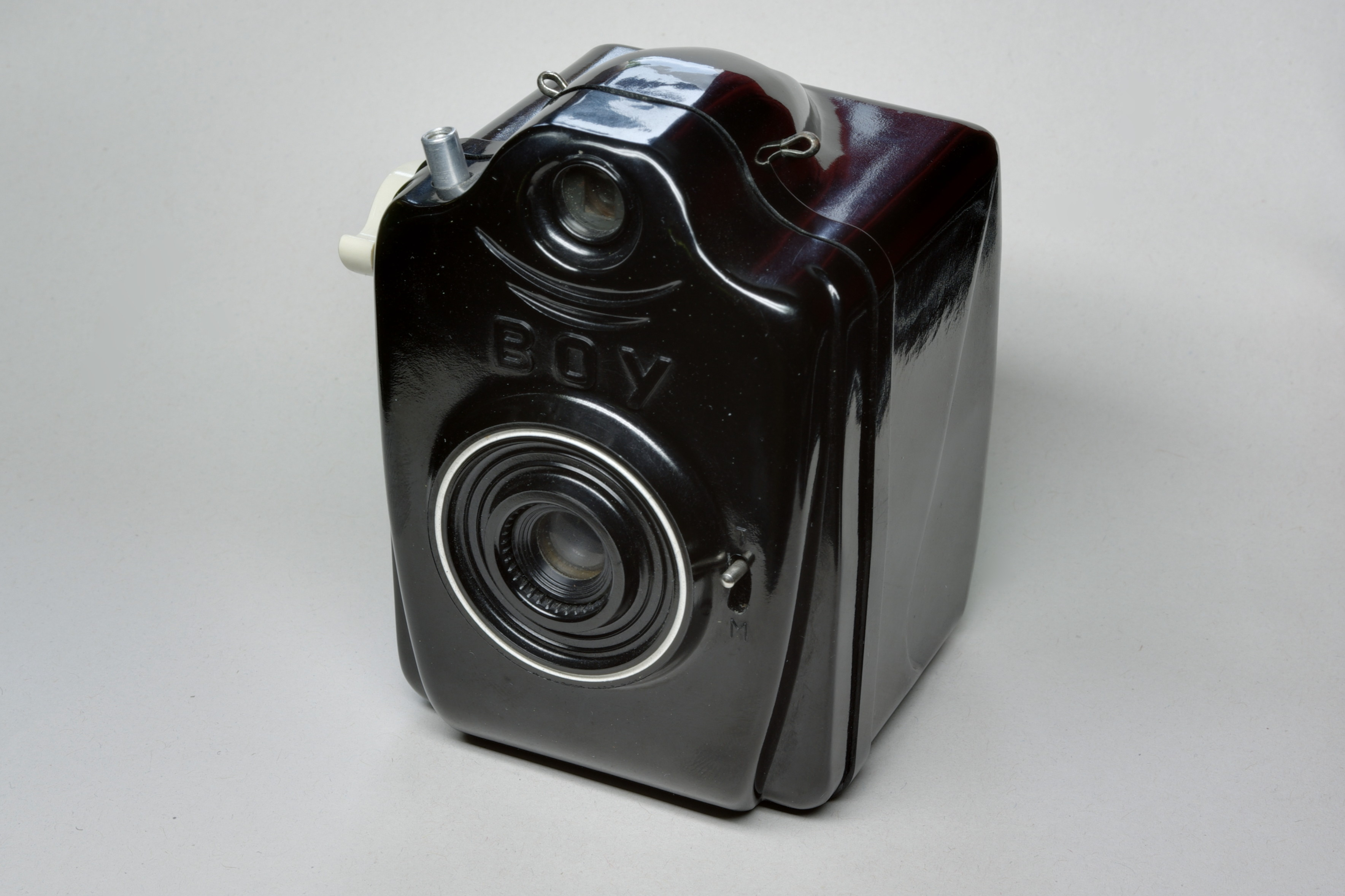
Bilora Boy
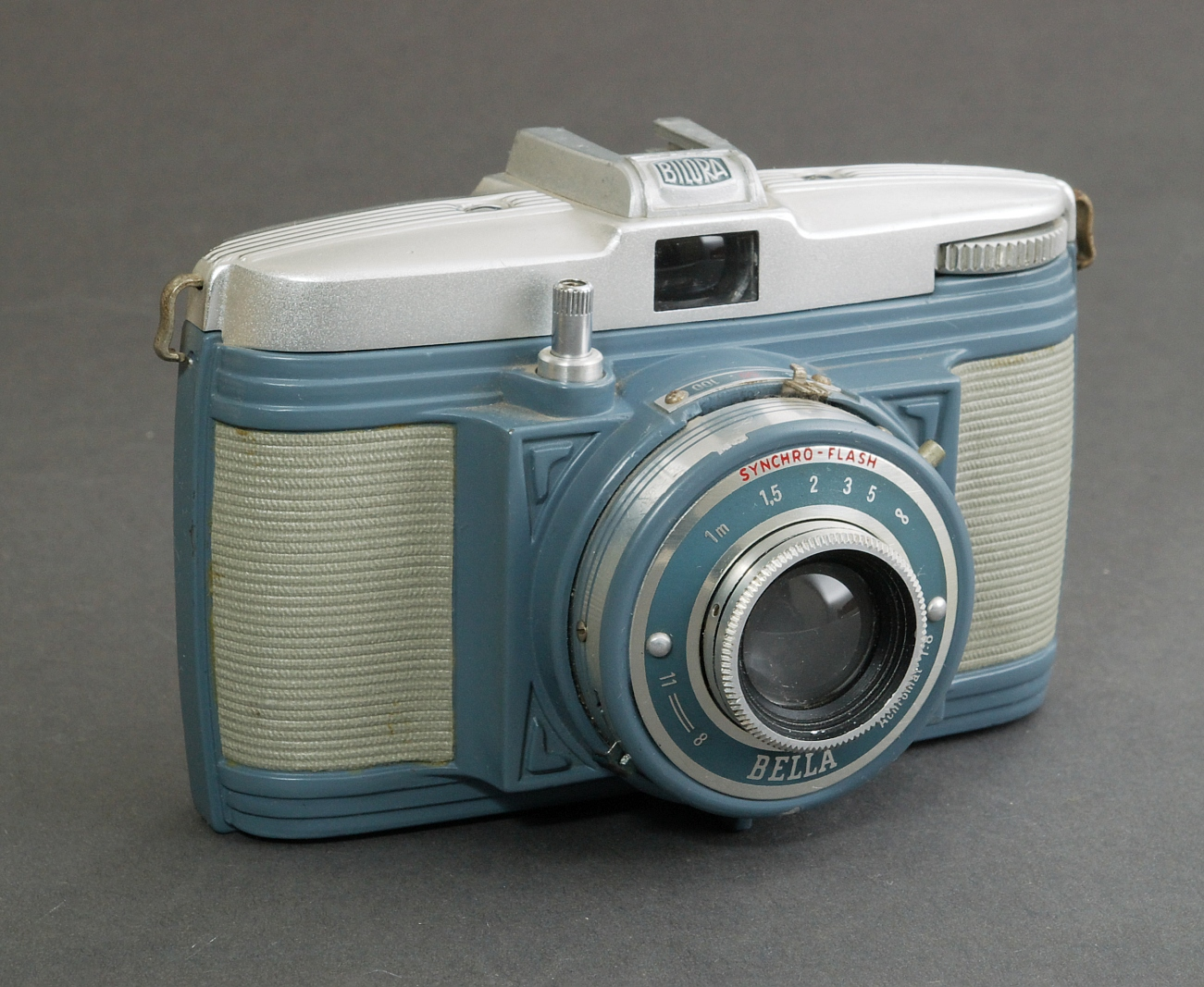
Bilora Bella